# Karel Lodewijk Diepgrond
Karel Lodewijk Diepgrond (Amsterdam, 11 juli 1896 - ca. 1966/1967) was een Nederlandse oorlogsmisdadiger. Diepgrond, een voormalige politieagent, werkte aanvankelijk als tolk voor de Duitse Sicherheitsdienst. In 1941 werd hij benoemd tot commandant (Lagerführer) van het concentratiekamp Erika bij Ommen. Als gevolg van moord, mishandeling, ziekte en ondervoeding kwamen hier tussen 1942 en 1945 zeker 170 gevangenen om het leven. Diepgrond maakte ook deel uit van de zogeheten knokploeg van Erika, die vanaf september 1944 de wijde omgeving van Ommen terroriseerde. Bij deze razzia’s vielen ten minste negen dodelijke slachtoffers. In 1949 werd Diepgrond door het Bijzonder Gerechtshof in Arnhem tot twintig jaar gevangenisstraf veroordeeld, maar al in 1957 vervroegd vrijgelaten.

## Bron
Bron: Veldman, G., 1993. Knackers achter prikkeldraad: kamp Erika bij Ommen, 1941-1945 ISBN 90-5345-037-8